# Вудила

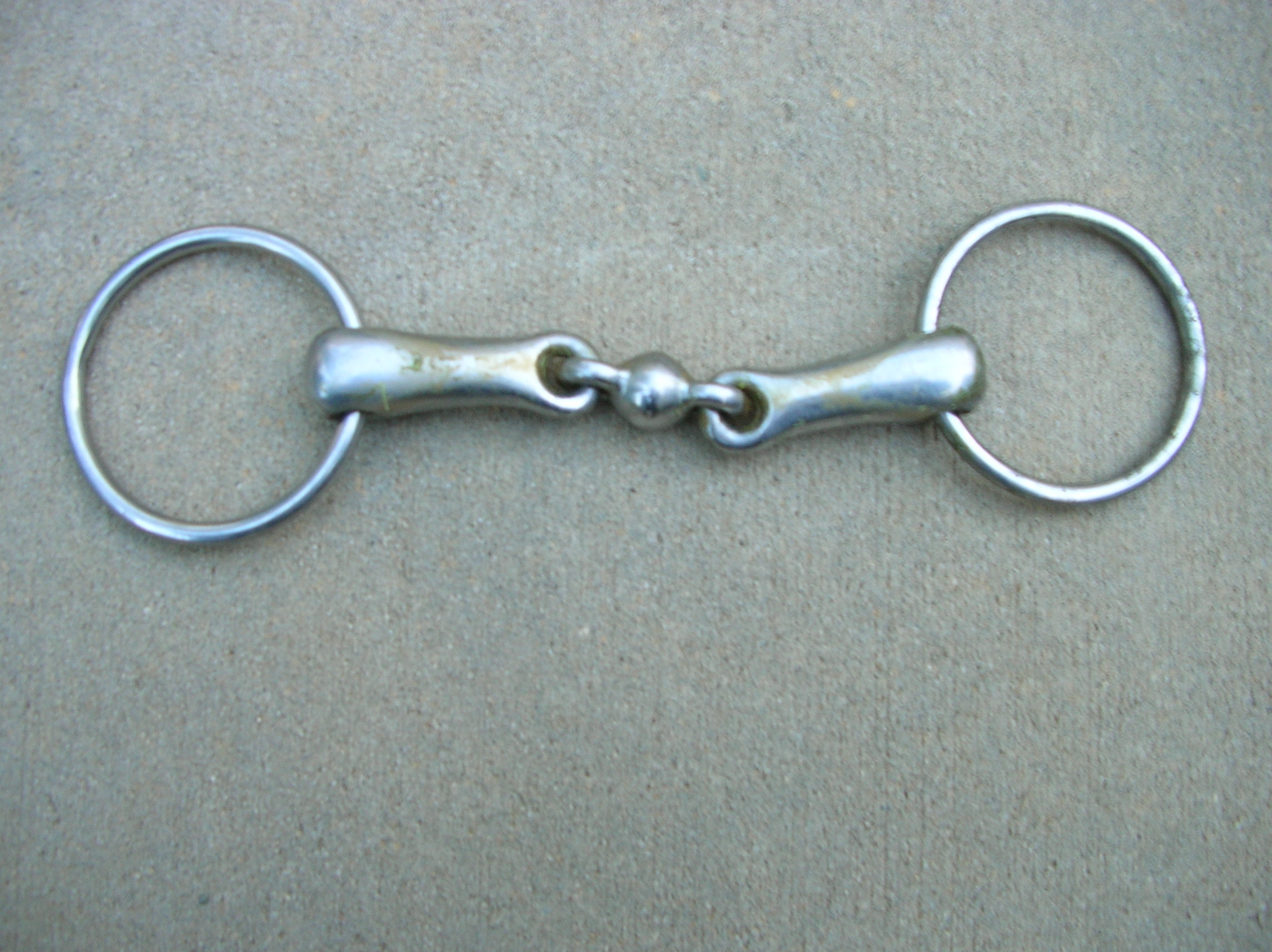
Вудила

Вуди́ла — невід'ємна складова вуздечки, частина кінської збруї. Являють собою залізні стрижні, поєднані один із одним, що кріпляться до ременів вуздечки і вставляються до рота коня. До кілець вудил верхових коней приєднуються поводи, упряжних — віжки.

## Історія
Оскільки вудила дозволяють дуже точно керувати твариною, виникли вони майже одночасно з одомашненням коней. Проте найстаріші предмети такого типу не збереглися, тому що виготовлялись з природних матеріалів: шкіри, кісток, рогу, дерева. Наразі найдавніші металеві вудила були знайдені на двох археологічних ділянках Ботайської культури в Казахстані і датуються 3500-3000 роками до н. е.. Між 1300 та 1200 роками до н. е. почали широко використовувати бронзові вудила. До початку ІІ тисячоліття з вудилами використовували вертикальні стрижні — псалії.
У наш час вудила виготовляються переважно з нержавіючої сталі. Інколи до сплаву додають мідь, яка викликає посилене виділення слини, що робить рот коня «м'яким» та розслабленим. Рідше зустрічаються вудила, виготовлені з пластику або гуми.

## Типи вудил
Окрім матеріалу виготовлення вудила різняться формою та розміром металевих стрижнів. Вони можуть бути більш широкими або вузькими; суцільнолитими, гранованими, плетеними; складатися з двох або трьох частин. Найбільш м'якими вважаються широкі та гладкі вудила. Крім того, вирізняють:
- Трензель або власне вудила — найбільш поширена конструкція, що складається з двох металевих стрижнів та двох кілець, за допомогою яких вона кріпиться до щічних ременів вуздечки;
- Мундштук — вудила з боковими «щічками», які посилюють вплив на рот коня. Також мають мундштуковий ланцюжок, який охоплює нижню щелепу ззовні та більш щільно притискає конструкцію до голови. Мундштуки вставляють в рот коня додатково до звичайних вудил, окремо не використовують. За рахунок сильного впливу вони загалом вважаються «жорсткими», тому не використовуються при звичайній їзді, їх застосовують у виїздці;
- Пелям (від нім. Pelham) — перехідна форма між трензелем та мундштуком, одночасно заміняє обидві конструкції.

## Принцип дії
У ротовій порожнині тварини вудила розташовуються на беззубій ділянці нижньої щелепи і створюють тиск на м'які тканини (губи, язик, ясна) та опосередковано на кістку. Залежно від сили натягу поводів вудила можуть делікатно впливати або викликати відчутний дискомфорт і біль.

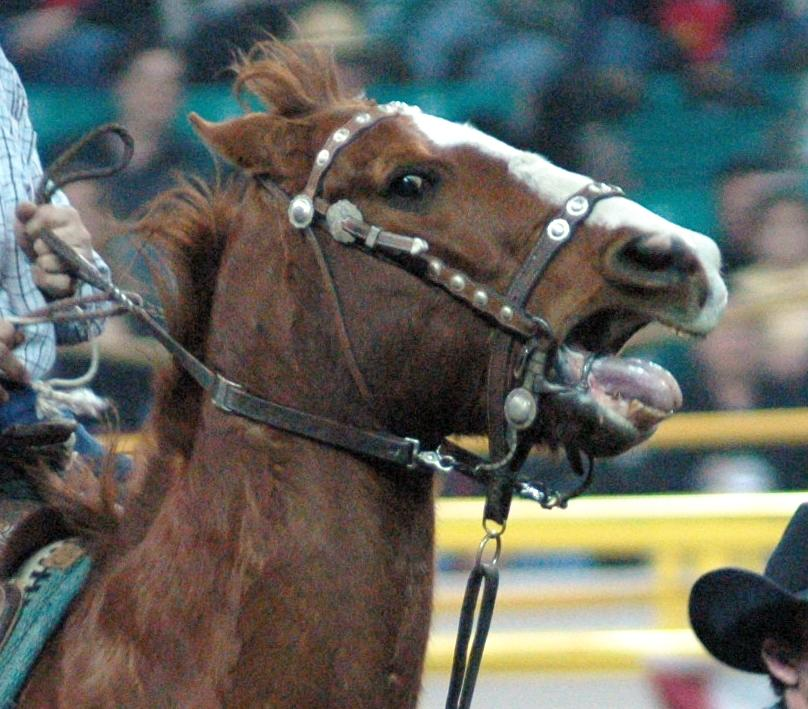
«Жорстке» застосування вудил.

За помірного натягу поводів з обох кінців кінь зупиняється, якщо поводи натягуються нерівномірно, то кінь, поступаючись тиску, повертає в той бік, де вплив більш відчутний.
Надмірний натяг, різкі ривки поводами, неправильне розташування вудил у роті або невідповідність їх розміру ширині щелепи непокоять тварину, змушують її неадекватно реагувати на дії вершника. Ознаками болю є посилене виділення слини, жування вудил, постійно відкритий рот, помахи головою, «закидання» голови вверх під час руху. За дуже різкого ривка можливий навіть розрив губ у коня, а при постійному негативному впливі вудила можуть спричинити синдром «тугого рота», коли тварина взагалі перестає реагувати на делікатні рухи поводами, а підкорюється лише грубому впливу вершника.
Інколи трапляється, що при різкому ривку кінь затискає вудила зубами, при цьому він позбавляється неприємних відчуттів і робиться некерованим. Такі випадки знайшли відображення у народному фольклорі, зокрема, фразеологізм «закусив вудила» означає некеровану, люту людину.